# Краевский, Северин
Северин Краевский (пол. Seweryn Krajewski; род. 3 января 1947, Нова-Суль, Вроцлавское воеводство) — польский рок-музыкант, певец, гитарист, композитор, автор песен, бывший участник группы Czerwone gitary.

## Биография
Родился 3 января 1947 года в городе Нова Суль (Nowa Sól) в Польше. Вырос в Сопоте. Окончил музыкальную школу в Гданьске (класс скрипки).
В декабре 1965 года стал членом группы Czerwone gitary, с 1970 года — лидер группы. Автор песен «В ожидании этой минуты», «Такие красивые глаза», «Анна-Мария», «Разрешено с 18-ти», «Одно только слово — ты», «Не успокоимся», «Беги, моё сердце». Его называли «польским Маккартни».
Один из первых хитов группы «Червонэ гитары» назывался «Не задирай нос» («Nie zadzieraj nosa», музыка С. Краевского, текст М. Гашиньского). Он был выпущен фирмой «Мелодия» на маленькой пластинке вместе с тремя песнями, исполненными другими музыкантами.
Также сотрудничает с другими артистами.

### Личная жизнь
В начале 1970-х годов женился на манекенщице Эльжбете (род. 1953). У них родились сыновья Себастьян и Максимилиан.
В 1990 году случилась авария, в которой погиб сын Максимилиан. Эльжбета вела машину, возвращалась с ним из музыкальной школы. Она не получила серьёзных повреждений, но после гибели маленького сына психологи долго и трудно выводили её из тяжелой депрессии.
Себастьян стал композитором, как и его отец, но пишет камерную музыку.

## Дискография
Сольные альбомы
- 1980: Strofki na gitarę
- 1983: Uciekaj moje serce
- 1985: Baw mnie
- 1989: Części zamienne
- 1995: Koniec
- 2001: Lubię ten smutek
- 2003: Jestem
- 2009: Seweryn Krajewski śpiewa wiersze Karola Wojtyły
- 2011: Jak tam jest
- 2011: Seweryn Krajewski - Filmowo by Krzysztof Herdzin

Песни Краевского на альбомах других исполнителей
- 1988: Эдита Пьеха Возвращайся к началу
- 1995: Марыля Родович Złota Maryla
- 1998: Марыля Родович Przed zakrętem
- 2000: Марыля Родович Niebieska Maryla
- 2002: Felicjan Andrzejczak Zauroczenia
- 2002: Марыля Родович Życie ładna rzecz
- 2004: Grzegorz Turnau Cafe Sułtan
- 2007: Tomasz Filipczak i Piotr Rodowicz Seweryn Krajewski Smooth Jazz
- 2008: Марыля Родович Jest cudnie
- 2009: Анджей Пясечны Spis rzeczy ulubionych
- 2013: Эдита Пьеха Разве привыкают к чудесам

Концертные альбомы
- 2009: Na przekór nowym czasom - live (с Анджеем Пясечным)